# Nemo iudex sine actore
Nemo iudex sine actore (doslova: žádný soudce bez žalobce), nullo actore, nullus iudex (doslova: není-li žalobce, není ani soudce) a nulla iurisdictio sine actione (doslova: žádné soudní řízení bez žaloby) je latinské právní rčení, které vyjadřují zásadu sahající až do římského práva, uplatňovanou i v dnešních právních systémech: zásadu poptávky, důsledek obecnější zásady dispozice.[ujasnit] Jde o stejný princip, který vyjadřuje rčení ne procedat iudex ex officio („soudce nejedná bez úředního pověření“).
Podle této zásady může soud zahájit proces pouze na žádost strany, která se v civilním procesu nazývá žalobce, který tak uplatní žalobu proti druhé straně, žalovanému civilním procesu.